# Prefabricage

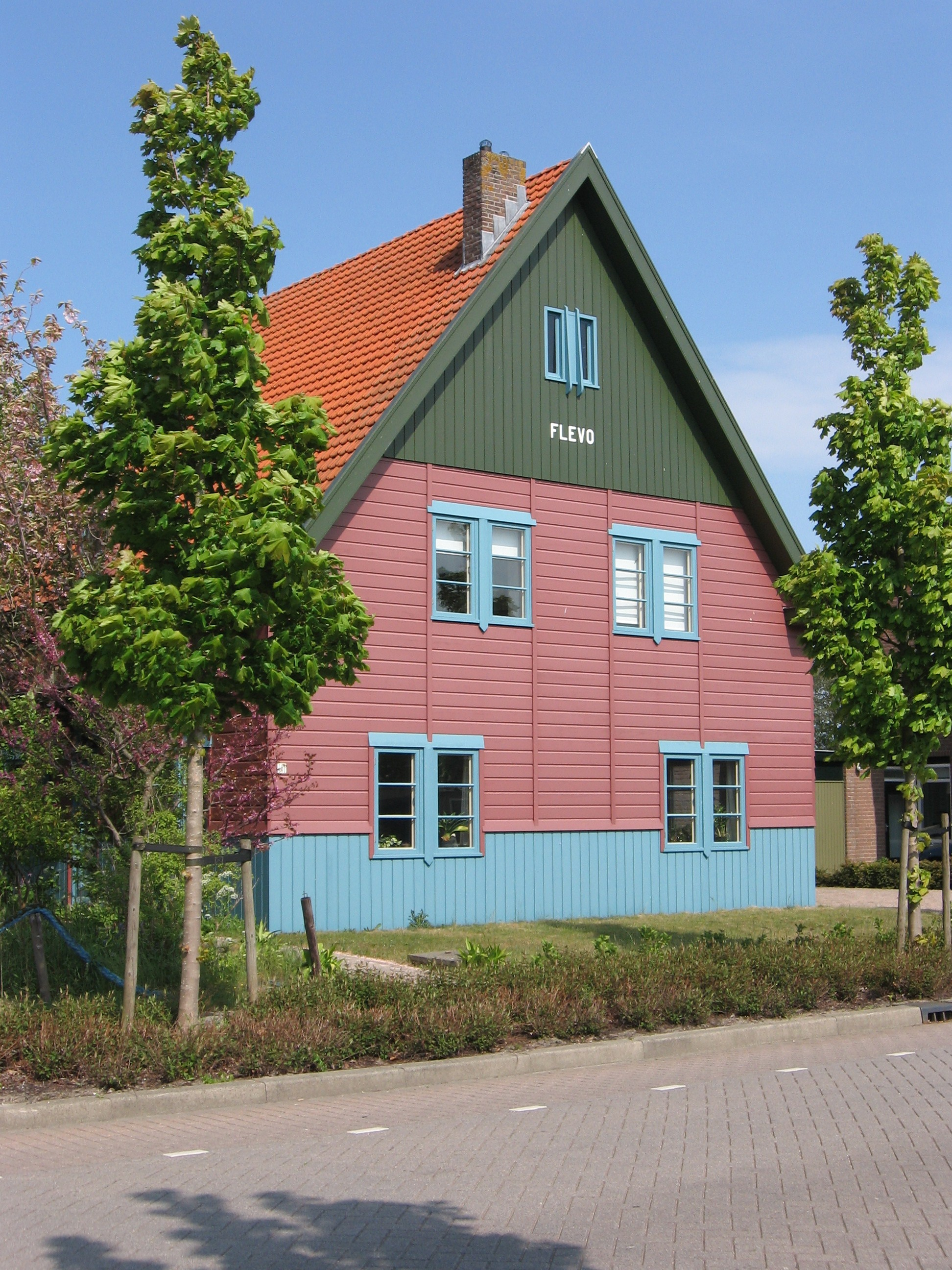
Houten prefabwoning "Flevo" in Den Burg uit 1927 (rijksmonument)

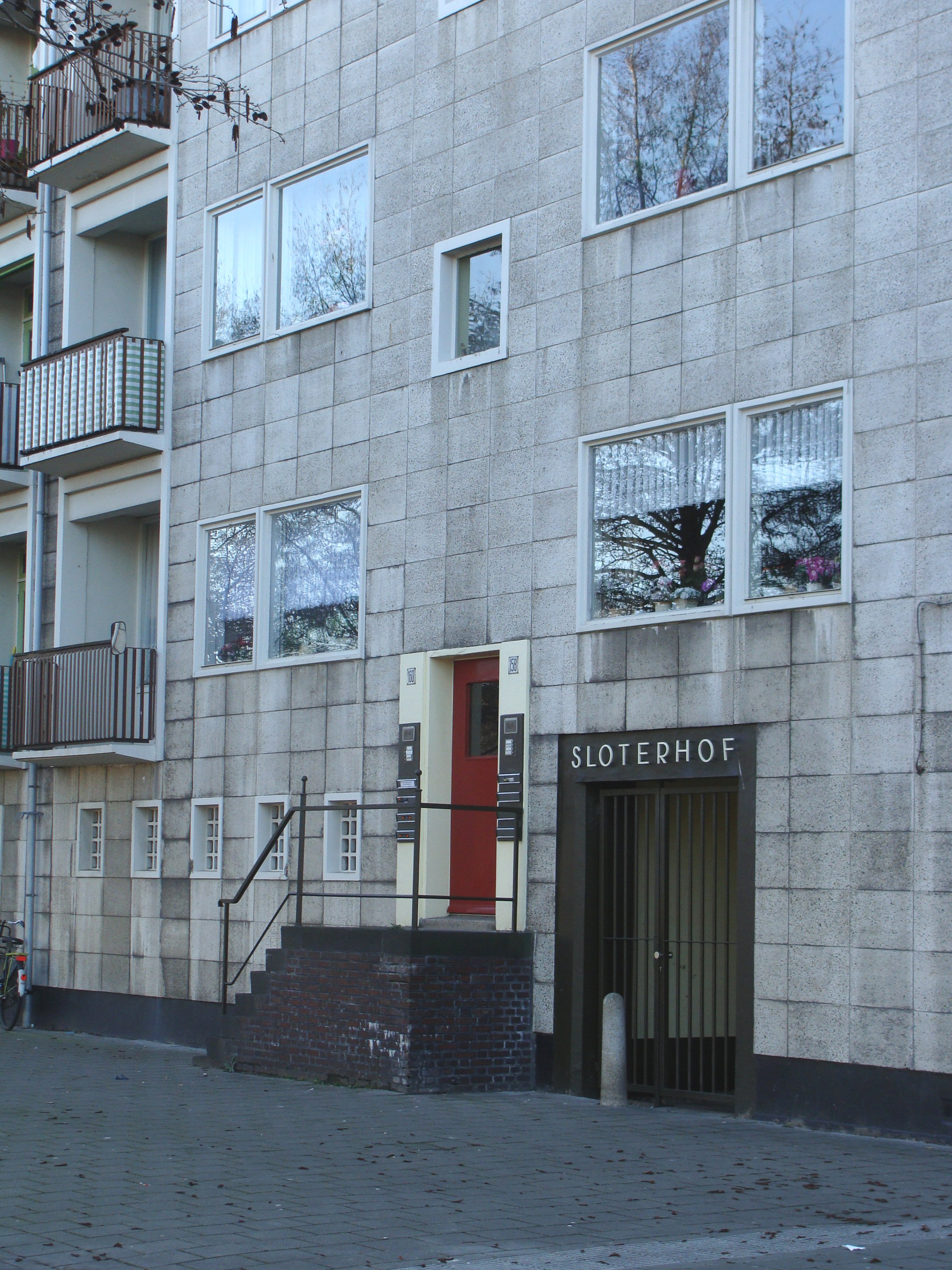
Sloterhof in Amsterdam, gebouwd met prefab-elementen volgens het Nemavo-Airey-systeem, toepassing van prefabricage in de woningbouw op grotere schaal.

Prefabricage is een proces in de bouw waarbij materialen van tevoren in een fabriek of werkplaats tot elementen worden gemaakt, waarna deze naar de bouwplaats worden getransporteerd en aldaar worden verwerkt.
Deze bouwmethode noemt men ook montagebouw.
Gebruik van prefab-elementen bijvoorbeeld van beton en hout, zullen de bouwtijd versnellen in de uitvoeringsfase, maar vraagt meer tijd in de voorbereidingsfase. Alles moet namelijk goed uitgetekend zijn en daarna gecontroleerd worden, zodat in de uitvoering geen dure en tijdrovende aanpassingen meer nodig zijn. Een volgend voordeel is dat de elementen van hogere en constantere kwaliteit zijn dan wanneer deze op de bouwplaats worden gemaakt, omdat het fabricageproces in een gespecialiseerde en gecontroleerde omgeving zoals een fabriek of werkplaats gebeurt.